# Іоанніс Ралліс
Іоа́нніс Ра́лліс (грец. Ιωάννης Ράλλης; 1878 — 26 жовтня 1946) — грецький політик, глава лялькового уряду часів німецької окупації Греції.

## Життєпис
Належав до відомої політичної династії (його батько також був прем'єр-міністром). 1936 року об'єднався з колишнім диктатором Георгіосом Кондилісом, якого король Георг II усунув від влади за кілька днів після своєї реставрації. Був засуджений за зраду до довічного ув'язнення, помер у в'язниці.
Його син, Георгіос, 1947 року видав книгу «Іоанніс Ралліс мовить з могили», де було посмертно опубліковано записки Ралліса, в яких він висловлював розкуту за свою зраду. Згодом його син також очолив грецький уряд (1980–1981).